# Bronzefarbene Röhrennasenfledermaus

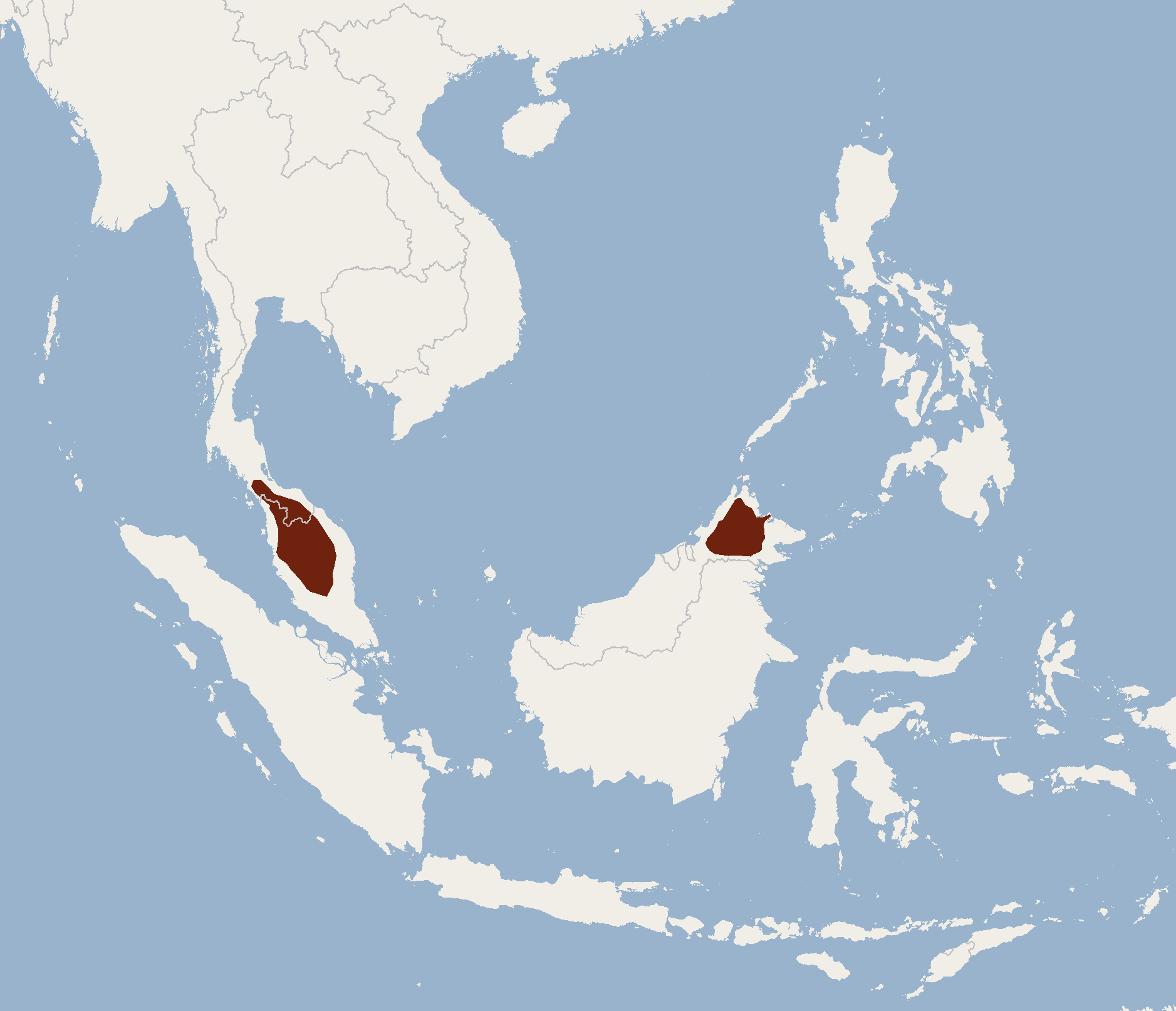
Skizze des Verbreitungsgebiets (Artikel-Text beachten)

Die Bronzefarbene Röhrennasenfledermaus (Murina aenea) ist ein in Südostasien verbreitetes Fledertier in der Unterfamilie der Röhrennasenfledermäuse. Sie bildet mit etwa 15 anderen Arten die Untergattung Murina.

## Merkmale
Die Exemplare werden ohne Schwanz 42 bis 52 mm lang, die Schwanzlänge beträgt 31,5 bis 41 mm und das Gewicht liegt bei 6 bis 8,5 g. Diese Fledermaus hat 35 bis 38 mm lange Unterarme, Hinterfüße von 7 bis 9 mm Länge und 12,5 bis 15,5 mm lange Ohren. Die Haare der Oberseite sind dunkelbraun an den Wurzeln und goldbraun bis orange an den Spitzen, was ein bronzenes Aussehen erzeugt. Unterseits sind Haare mit einem dunkelgrauen ersten Bereich und gelbbraunen Spitzen vorhanden. Wenige Stellen auf der Flughaut, auf den Daumen und an den Füßen tragen bronzefarbene Haare. Wie bei nahen Verwandten sind die nackten und langen rohrförmigen Nasenöffnungen auffällig. An den abgerundeten Ohren ist ein langer schmaler Tragus vorhanden. Der zweite und der dritte Schneidezahn im Oberkiefer sind seitlich gegeneinander versetzt.

## Verbreitung
Die Art lebt auf der südlichen Malaiischen Halbinsel im Süden von Thailand und in Malaysia sowie im Norden von Borneo in Malaysia, Brunei und Indonesien. Sie hält sich im Flachland und in Gebirgen bis 1200 Meter Höhe auf. Als Habitat dienen Wälder mit Flügelfruchtgewächsen und andere immergrüne Wälder.

## Lebensweise
Vermutlich bildet die Bronzefarbene Röhrennasenfledermaus kleinere Gruppen im dichten Blattwerk. Funde aus Höhlen gibt es nicht. Die Rufe zur Echoortung sind 2 bis 3 Millisekunden lang und beginnen bei 136 bis 148 kHz, während sie bei 35 bis 46 kHz enden. Die höchste Intensität wird bei 72 bis 88 kHz erreicht. Nahe verwandte Arten jagen Insekten. Ein Fund eines trächtigen Weibchens stammt aus dem Juni und im März konnte ein Weibchen mit aktiven Zitzen registriert werden.

## Gefährdung
Der Bestand ist durch Umwandlung der Wälder zu Anbauflächen und durch Brände bedroht. Die IUCN nimmt eine Abnahme der Population mit 31 bis 35 Prozent in den 15 Jahren vor 2018 an und befürchtet einen vergleichbaren Wert für die folgenden 15 Jahre. Sie listet die Bronzefarbene Röhrennasenfledermaus als gefährdet (vulnerable).